# Saint-Just-Luzac
Saint-Just-Luzac är en kommun i departementet Charente-Maritime i regionen Nouvelle-Aquitaine i västra Frankrike. Kommunen ligger  i kantonen Marennes som ligger i arrondissementet Rochefort. År 2022 hade Saint-Just-Luzac 2 100 invånare.

## Befolkningsutveckling
Antalet invånare i kommunen Saint-Just-Luzac
Referens:INSEE